# Trigonopterus allopatricus

Trigonopterus allopatricus (лат.) — вид жуков-долгоносиков рода Trigonopterus из подсемейства Cryptorhynchinae (Curculionidae). Встречаются на острове Ява (Индонезия, провинция Западная Ява, Mt. Bukittinggul, Mt. Cakrabuana, Mt. Cikuray, Mt. Payung, Mt. Sawal, Talagabodas, Mt. Tikukur. Высота: 1560–2050 м).

## Описание
Мелкие нелетающие жуки-долгоносики, длина около 3 мм (2,23-2,75 мм); в основном чёрного цвета с бронзовым отливом. Переднегрудка с грубыми пунктурами. От близкого вида Trigonopterus variolosus отличается строением гениталий самца (пенис более узкий и с субпараллельными сторонами). Крылья отсутствуют. Рострум укороченный, в состоянии покоя не достигает середины средних тазиков. Надкрылья с 9 бороздками. Коготки лапок мелкие. В более ранних работах упоминался как «Trigonopterus sp. 305».
Вид был впервые описан в 2014 году немецким колеоптерологом Александром Риделем (Alexander Riedel; Museum of Natural History Karlsruhe, Карлсруэ, Германия), совместно с энтомологами Рене Тэнцлером (Rene Tänzler; Zoological State Collection, Мюнхен), Майклом Бальке (Michael Balke; , Ludwig-Maximilians-University, Мюнхен, Германия), Кахийо Рахмади (Cahyo Rahmadi; Indonesian Institute of Sciences, Research Center for Biology, Cibinong, Западная Ява, Индонезия), Яйюк Сухарджоно (Yayuk R. Suhardjono; Zoological Museum, Cibinong Science Center - LIPI, Jl. Raya Jakarta-Bogor, Индонезия), осуществившими ревизию фауны жуков рода Trigonopterus на острове Ява. Видовое название происходит от двух греческих слов: allos (другой, разный) и patria (родина), что связано с фрагментированным распространением таксона.